# Lift (альбом Audio Adrenaline)
Lift — шестой студийный альбом американской христианской рок-группы Audio Adrenaline, выпущенный 20 ноября 2001 года на лейбле ForeFront Records.

## История
В отличие от предыдущих альбомов, Lift был записан не в традиционной студии. Группа купила дом в одном из районов Нашвилла, штат Теннесси, и превратила его в студию. Гитарист Тайлер Буркум сказал в интервью, что это было «очень круто, очень весело. Это позволило создать действительно спокойную, не напряжённую атмосферу».

## Отзывы
| Оценки критиков     | Оценки критиков |
| Источник            | Оценка          |
| ------------------- | --------------- |
| AllMusic            | [ 2 ]           |
| Cross Rhythms       | [ 3 ]           |
| Jesus Freak Hideout | [ 4 ]           |

Альбом получил положительные отзывы от музыкальных критиков, был хорошо принят публикой и стал вторым альбомом Audio Adrenaline, получившим золотой сертификат RIAA. Джон ДиБиасе, из Jesus Freak Hideout, дал альбому 5 звёзд из 5, назвав его «потрясающим», «блестящим шагом для этой поп/рок-иконы» и «лучшей записью группы на сегодняшний день». Тони Каммингс, из Cross Rhythms, дал альбому такую же отличную рецензию (10 из 10), также назвав его «их лучшим альбомом за всю историю». Стив Лоузи из AllMusic дал альбому 3 звезды из 5, написав, что альбом «доказывает, что у группы есть все шансы стать одной из лучших групп христианской музыки», а также похвалил вокал Марка Стюарта. И Лоузи, и ДиБиасе особо отметили песню «Ocean Floor», назвав её «одним из лучших звуковых предложений на релизе» и «песней, которая окажет наибольшее влияние с альбома».

## Коммерческие показатели
Альбом занял 169-е место в американском основном хит-параде Billboard 200 и 12-е в чарте Christian Albums.

## Музыкальные видеоклипы
На песни «Ocean Floor» и «Rejoice» были выпущены музыкальные видеоклипы.

## Список композиций
Слова и музыка всех песен — Tyler Burkum, Ben Cissell, Bob Herdman, Will McGinniss и Mark Stuart.
| №                   | Название                              | Длительность |
| ------------------- | ------------------------------------- | ------------ |
| 1.                  | «You Still Amaze Me»                  | 4:18         |
| 2.                  | «I'm Alive»                           | 3:30         |
| 3.                  | «Beautiful» ([a])                     | 3:48         |
| 4.                  | «Ocean Floor» ([a])                   | 4:07         |
| 5.                  | «Rejoice»                             | 3:56         |
| 6.                  | «Speak to Me»                         | 4:03         |
| 7.                  | «Glory»                               | 4:08         |
| 8.                  | «Summertime»                          | 3:06         |
| 9.                  | «This Is Everything»                  | 4:05         |
| 10.                 | «Lift»                                | 3:55         |
| 11.                 | «Tremble»                             | 7:51         |
| 12.                 | «Beautiful» (Radio Remix)             | 3:49         |
| 13.                 | «Lonely Man» (From the Demo Sessions) | 3:43         |
| Общая длительность: | Общая длительность:                   | 54:19        |

Замечания
- a  появляется на Adios: The Greatest Hits

## Участники записи
- Марк Стюарт — вокал
- Тайлер Буркум — гитара, вокал
- Уилл МакГиннисс — бас, вокал
- Бен Сисселл — барабаны, вокал